# Астрономия майя
Астрономия майя — астрономические данные и исследования мезоамериканской цивилизации майя.
Исследования в области астрономии у майя традиционно проводили жрецы. Для наблюдения за небосводом, звёздным небом и другими планетами майя строили специальные обсерватории — караколи. Их можно увидеть, например, в Тикале, Копане, Паленке, Чичен-Ице и других городах. Жрецам-астрономам были известны пять планет. Для созвездий майя придумали собственные имена. Одной из основных целей в майской астрономии была помощь земледельцам правильно организовать сельскохозяйственные работы.
Жрецы майя могли определять даты солнечных и лунных затмений, что выдавали простым майя за контроль над природой и своё могущество, чем добивались авторитета в обществе.

## Знания майя в астрономии
Наиболее исследована майскими астрономами была планета Венера. Её календарь можно обнаружить на листах 24 - 29 в Дрезденского кодекса.
Майя также были известны планеты Меркурий, Марс, Юпитер и Сатурн. Однако точно определить особенности планетарного знания у майя сложно из-за расхождения у учёных во мнениях.
Страницы с 49 по 52 в Дрезденском кодексе содержат некоторые записи по астрономии — Р. Вильсон считает, что они посвящены Сатурну, Крейхгауэр предполагает, что это Меркурий, М. Мэйкемсон соотносит их с Марсом, и, наконец, Э. Людендорф — с Юпитером. А такой исследователь, как Д. Э. С. Томпсон считает, что эти страницы вообще не имеют отношения к астрономии.
Уже в источниках, созданных после колонизации, можно встретить созвездия Плеяды (izab), Скорпиона (zinaan), Малой Медведицы (chimal ek), Близнецов (ас), а также Млечный Путь (tam acaz, ah poou) и Полярную звезду (хатап ек). Упоминания можно встретить и у Ланды: «Они руководствовались ночью, чтобы узнать время, Венерой, Плеядами и Близнецами».
Согласно данным исследователя Спиндена, майя также был известен зодиак. Они делили его на 13 домов. Их можно увидеть на листах 23 и 24 Парижского кодекса, а первые 3 дома — Скорпион, Черепаха и Гремучая Змея.
Майя проводили астрономические исследования без каких бы то ни было приборов, стоя на вершинах пирамид. Единственный инструмент, который они использовали, это скрещенные палки для фиксации точки наблюдения. Жрецы, которые изучают звёзды, изображены вместе с приборами в рукописях Наттол, Сельдена и Ботли.
Майяским астрономам была известна Полярная звезда. По ней ориентировались мореходы при ночных плаваниях.

## Влияние на сельское хозяйство
Астрономические знания майя были необходимы для ведения традиционного для них подсечно-огневого земледелия. Жрецы определяли день, когда земледельцы майя начинали вырубку деревьев в лесах. Высохшую и неиспользованную древесину сжигали. Это необходимо было успеть сделать до начала сезона дождей. Затем от 5 до 6 месяцев шли сильные тропические дожди, после чего уже засевали поля. Малейшая ошибка в выборе дня могла пагубно сказаться на будущем урожае.

## Обсерватории

### Караколь в Чичен-Ице
Одним из важнейших астрономических объектов майя является караколь (от исп. caracol — «улитка») в Чич’ен-Ице − 13-метровая башня, расположенная на двух расположенных друг на друге прямоугольных террасах. Название караколь она получила за то, что её лестница извивается, словно улитка. Ведёт она в небольшую комнату на вершине башни. В прорезанные небольшие оконца можно увидеть точки восхода и заходы Солнца и Луны в дни равноденствий и солнцестояний, положение объектов в эти сутки и т. д.
Подобные сооружения не были характерны для майяской архитектуры.

### Обсерватория в Паленке
Расположена в Паленке, состоит из группы зданий, расположенных вокруг двух больших и двух малых площадей, и квадратной башни.

### Комплекс в Уашактуне
Уашактун, или Вашактун, с майяского переводится как «каменные глаза». Комплекс схож с караколем в Чичен-Ице и расположен в 25 км к веверу от Тикаля.
В научной терминологии комплекс называется E-VII, I, II, III.
На западной стороне майя воздвигли пирамиду E-VII, обратив её фронт на восток. Напротив неё, на восточной стороне площади, была построена большая вытянутая платформа с тремя храмами на её верхней площадке — E-I, Е-II, E-III. Всё было построено таким образом, что наблюдатель, стоя на вершине E-VII, напротив стелы № 20, что находилась внизу лестницы:
- 21 июня, в день летнего солнцестояния, видел бы восход солнца у левого, или северного, угла храма E-I;
- 21 декабря, в день зимнего солнцестояния, видел бы восход у правого, или южного, угла храма E-III;
- В дни весеннего и осенного равнодействия видел бы восходящее солнце прямо у центра крыши храма Е-II.

### Другие комплексы
Астрономические комплексы майя построили и в других городах классического периода, таких как Накум Йашха, Наачтун, Балакбаль, Ушуль, Бенке-Вьехо, Калакмуль, Ишкун, Кахаль-Пичик, Хацкаб-Кеель, Ошпемуль, Рио-Бек II, Тикаль, Шультун, Уканаль, Сан-Хосе, Ла-Муньека, Вашакканаль. Однако не все комплексы были такими глобальными. Майя строили сооружения и попроще, как например ансамбль в Копане из стел № 10 и № 12, который 12 апреля указывал на место захода солнца и в этот день традиционно начинался посев.

### Галерея

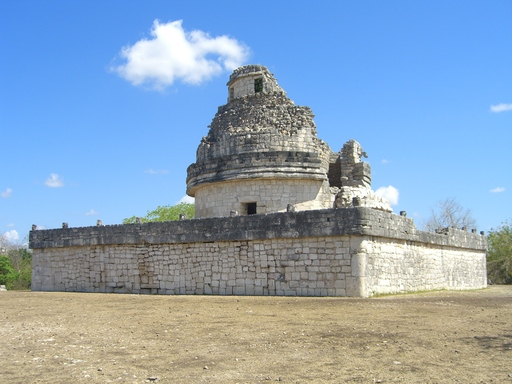
Караколь в Чичен-Ице
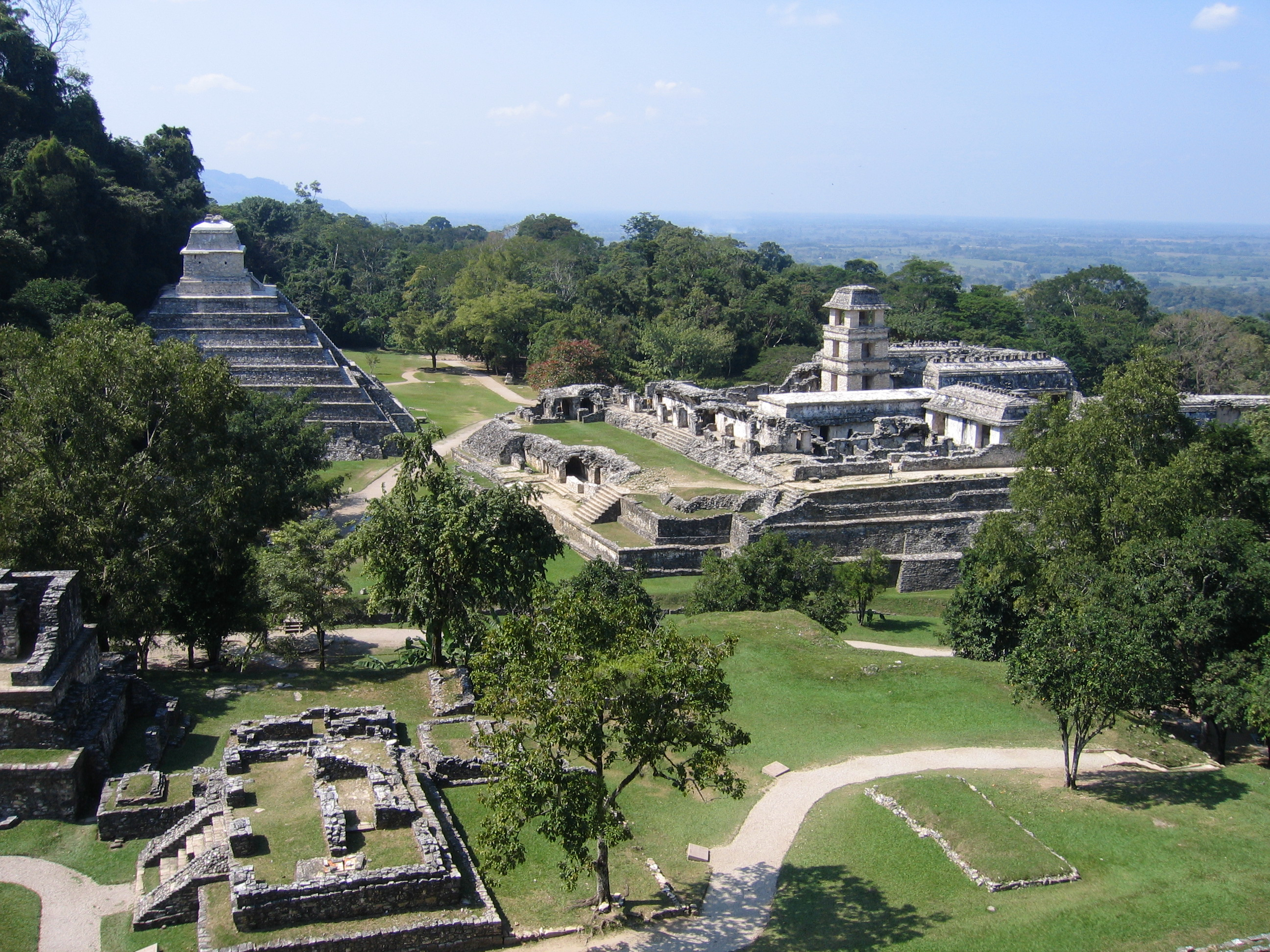
Обсерватория в Паленке
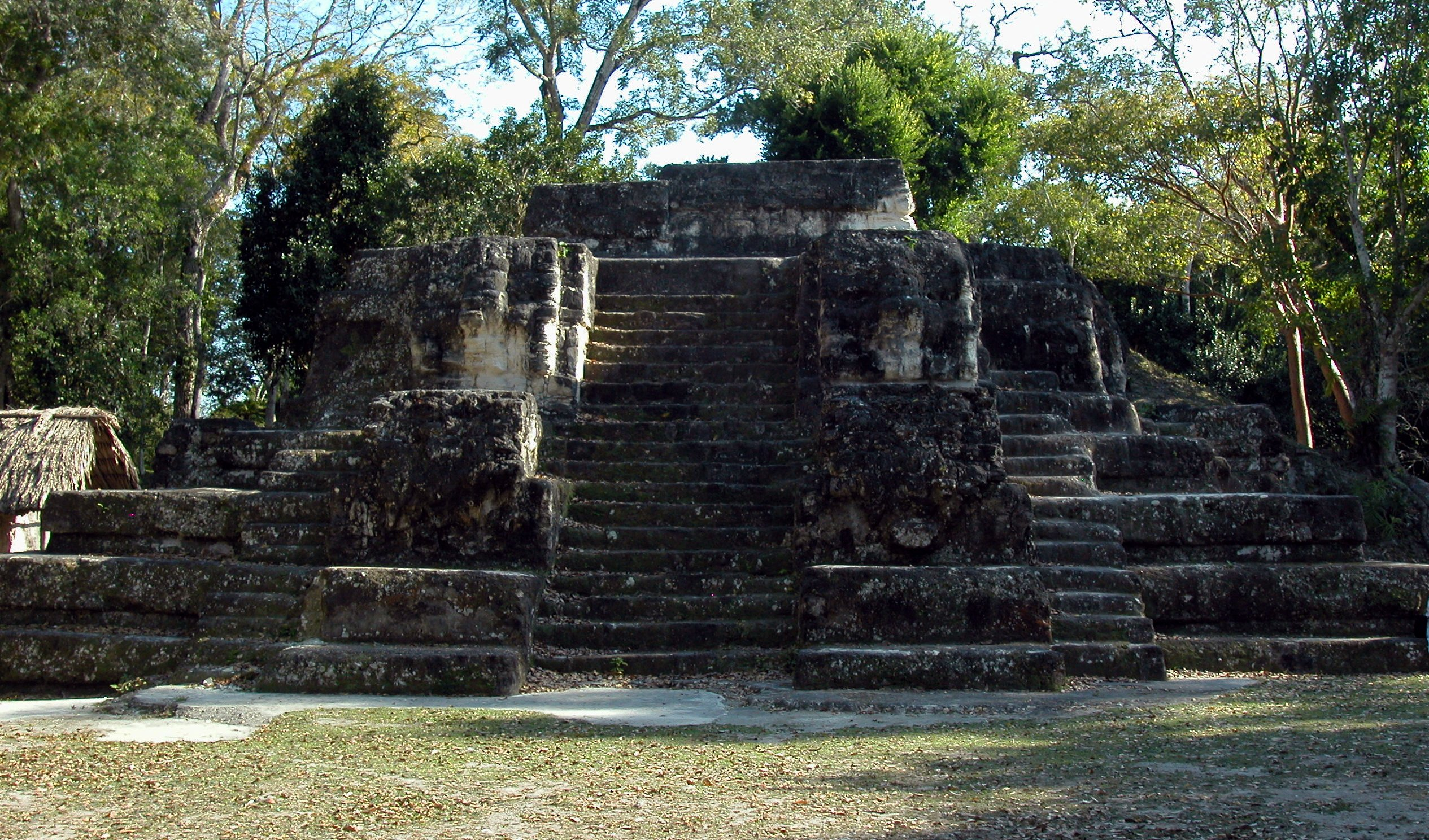
Астрономический комплекс в Уашактуне

## Календарь майя
В календаре майя неделя длилась 13 дней, месяц — 20, а год — 365 или 366 дней. Астрономия у майя была связана с сельским хозяйством и была призвана помогать ему. Названия месяцев имели такой вид: «сбор» (месяц, когда пришло время собирать урожай кукурузы), «олень» (начинается охотничий сезон), «облачный» (начинается сезон дождей) и т. д. Названиями дней выступали различные слова из майяского языка — «киб» (рус. восток), «кавак» (рус. буря), «ахав» (рус. владыка) и т. п.